# Bárbaro Rivas
Bárbaro Rivas (Petare, 4 de diciembre de 1893 - Caracas, 12 de marzo de 1967) fue un pintor venezolano destacado por su conexión con temas religiosos y populares.
Nació en Petare Venezuela, hijo de Prudencio García, un boticario de la banda municipal de la localidad, y Carmela Rivas. Debido a las restricciones religiosas y los formalismos del contexto histórico, sumados a la ausencia de un matrimonio formal entre sus padres, Rivas no recibió una educación formal. Su padre se casó posteriormente con Daniela Suárez, quien influyó en la formación espiritual del joven al introducirlo a la lectura de las escrituras bíblicas.
A lo largo de su vida, Rivas desempeñó diversos oficios, incluyendo banderero de ferrocarril, albañil y pintor de brocha gorda. Su trabajo en el ferrocarril le permitió explorar nuevos paisajes y experiencias, que luego se plasmaron en sus obras. Rivas enfrentó muchas dificultades, incluyendo períodos de dipsomaníay la pérdida de su hogar en un incendio.
Sus obras han sido reconocida tanto a nivel nacional como internacional, obteniendo premios como el Arístides Rojas y una mención honorífica en la IV Bienal de São Paulo. Falleció el 12 de marzo de 1967 en el Hospital Ana Francisca Pérez de León, dejando un impacto significativo en el panorama artístico de Venezuela.